# Hutamaia
Hutamaia is een geslacht van hooiwagens uit de familie Gonyleptidae.
De wetenschappelijke naam Hutamaia is voor het eerst geldig gepubliceerd door H. E. M. Soares & B. A. Soares in 1977. 

## Soorten
Hutamaia is monotypisch en omvat slechts de volgende soort:
- Hutamaia caramaschii